# Radka Bobková
Radka Bobková (* 12. února 1973) je bývalá česká profesionální tenistka a reprezentantka ve Fed Cupu.

## Finálové účasti na turnajích WTA (6)

### Dvouhra – vítězství (2)
| Č. | Datum            | Turnaj          | Soupeřka ve finále | Výsledek    |
| -- | ---------------- | --------------- | ------------------ | ----------- |
| 1. | 3. května 1993   | Lutych, Belgie  | Karin Kschwendtová | 6-3 4-6 6-2 |
| 2. | 5. července 1993 | Palermo, Itálie | Mary Pierceová     | 6-3 6-2     |

### Čtyřhra – vítězství (2)
| Č. | Datum             | Turnaj          | Povrch | Partnerka            | Soupeřky ve finále                    | Výsledek         |
| -- | ----------------- | --------------- | ------ | -------------------- | ------------------------------------- | ---------------- |
| 1. | 3. květen 1993    | Lutych, Belgie  |        | Maria José Gaidanová | Ann Devriesová Dominique Monamiová    | 6-4 2-6 7-6(7-4) |
| 2. | 10. červenec 1995 | Palermo, Itálie |        | Petra Langrová       | Petra Schwarzová Katarína Studeníková | 6-4 6-1          |

### Čtyřhra – prohra ve finále (2)
| Č. | Datum             | Turnaj                    | Povrch | Partnerka         | Soupeřky ve finále                | Výsledek |
| -- | ----------------- | ------------------------- | ------ | ----------------- | --------------------------------- | -------- |
| 1. | 6. květen 1996    | Budapešť, Maďarsko        |        | Eva Melicharová   | Katrina Adamsová Debbie Grahamová | 3-6 6-7  |
| 2. | 28. červenec 1998 | Maria Lankowitz, Rakousko |        | Wiltrud Probstová | Eva Melicharová Helena Vildová    | 2-6 2-6  |